# Radiație catodică

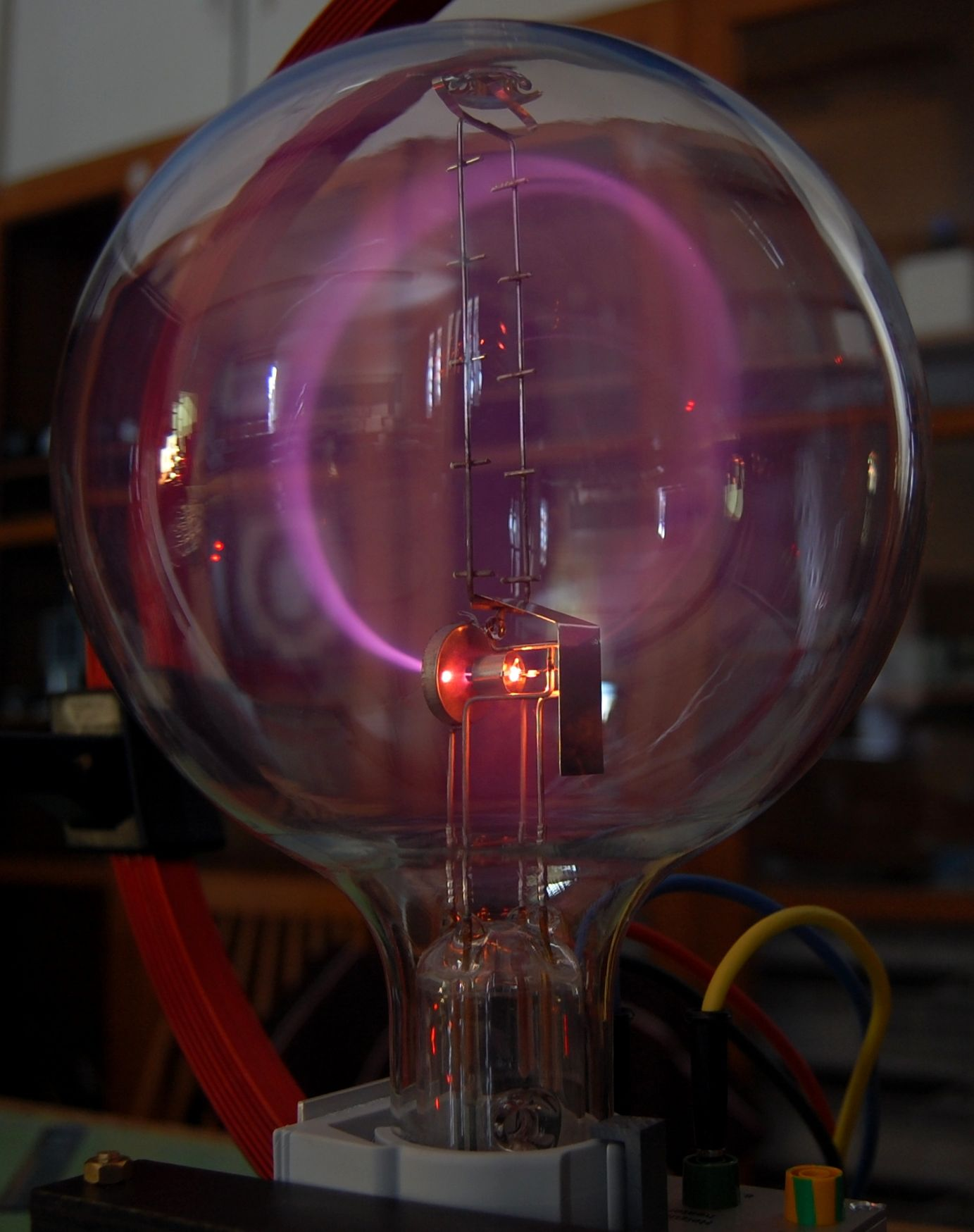
Fascicul de electroni deviat sub forma unui cerc, în prezența unui câmp magnetic

Radiația catodică este o radiație corpusculară alcătuită din electronii emiși de catodul unui tub cu descărcare.
Fluxul de electroni nu este vizibil, dar poate fi pus în evidență prin luminescența porțiunii de sticlă intersectată de aceștia.
Emisia de lumină are loc datorită proceselor de excitație provocate de ciocnirile electronilor cu atomii gazului.
Radiația catodică a fost descoperită în 1859 de Julius Plücker.
Primul care a remarcat acest fenomen a fost fizicianul german Johann Wilhelm Hittorf și aceasta în 1869, iar numele a fost dat de compatriotul său, Eugen Goldstein, în 1876.
În 1890, Arthur Schuster a observat că razele catodice sunt deviate de un câmp electric, iar William Crookes demonstrează un fapt similar pentru un câmp magnetic.
În 1897, fizicianul britanic Joseph John Thomson a evidențiat faptul că această radiație este compusă din particule încărcate negativ și care ulterior s-au numit electroni.
Mai mult, studiile lui Thomson au determinat valoarea sarcinii specifice {\displaystyle {\frac {e}{m}}} a electronului, unde {\displaystyle e} este sarcina elementară, iar {\displaystyle m} masa electronului.
Una dintre aplicațiile cele mai cunoscute ale acestui fenomen îl constituie tubul catodic a cărui evoluție a stat la baza construcției osciloscopului și a tubului cinescopic.